# سلین جیرجی
سلین جیرجی (به انگلیسی: Selin Ciğerci) (زاده ۴ آوریل ۱۹۸۴) سلبریتی اینترنتی، خواننده و بازرگان اهل ترکیه است.
او یک زن ترنس است.
سلین در سال ۲۰۱۹ با یکی از فوتبالیست‌های ترک بنام گوکان چیرا ازدواج کرد و در سال ۲۰۲۱ از او جدا شد. آن‌ها مجدداً در سال ۲۰۲۲ با هم ازدواج کردند ولی پس از مدت کوتاهی بازهم از هم جدا شدند.